# Casa de Camp
La masia fortificada de la Casa de Camp, està ubicada al municipi de Llíria, a la comarca del Camp de Túria, de la província de València, tot i trobar-se molt més a prop de la població de Casinos, al costat de la carretera que uneix aquesta localitat amb la d'Alcublas. Està catalogada com a bé d'interès cultural, tot i no comptar amb anotació ministerial, encara que sí amb codi d'identificació: 46.11.147-026. Actualment el seu estat és de ruïna, vandalitzada i espoliada.

## Descripció historicoartística
La masia està formada per un conjunt d'edificis, tenint el principal planta rectangular. Destaquen les garites que havien d'estar en totes les cantonades, però de les que només s'han conservat dues en bones condicions. Tot el conjunt està emmurallat, sent aquesta construcció de fàbrica de maçoneria, i en el seu interior s'han trobat abundants restes de ceràmica fabricada a mà.
Va ser fundada per la Cartoixa de Portacoeli qui seria la seua propietària fins a la desamortització de Mendizábal. Posteriorment va passar a ser propietat d'una família acomodada d'origen indià i tornada de Cuba, els Ybañez, que continuaren l'explotació, principalment centrada en la producció del secà mediterrani.
Sobre la segona dècada del segle XX l’Instituto Nacional de Colonización, va sondejar l'opció de construir sobre la masia el nou poble de Domeño, opció que no va materialitzar-se. La masia passa a mans de la Cooperativa Mas del Capellà.
En vista de la importància històrica de la masia, l'Ajuntament de Llíria va iniciar en 1994, un conveni de cessió amb la Cooperativa Mas del Capellà, però aquest no es va arribar a formalitzar degut al canvi en l'alcaldia resultat de les eleccions municipals de 1995.
La nova corporació sorgida dels resultats electorals amb l'alcalde Miguel Pérez Gil al capdavant, va aprovar la compra de la masia per l'import de 10 milions de pessetes en 1998.
Des del moment en què la propietat va passar a mans municipals, la masia ha estat abandonada a la seua sort, sent objecte de l'espoli i desatenció total per part de l'Ajuntament de Llíria fins al punt d'acabar pràcticament destruïda en un dels majors exemples de desidia i despreocupació del patrimoni municipal.
Resultat dels anys d'abandonament i dels danys produïts per l'acció antròpica i l'erosió pròpia de la meteorologia i el pas del temps, la masia de la Casa de Camp es troba en un estat de ruïna total i absolut, paradigma d'una nefasta i negligent gestió municipal.
Entre altres usos distints als propis, destaca haver allotjat un hospital durant la última guerra civil espanyola.